# 王孝和
王孝和（1924年2月4日—1948年9月30日），浙江宁波人。中国共产党早期人物，中华人民共和国革命烈士。

## 生平
先后在上海承余小学、励志英文专科学校读书。在英专结识了中共地下党员，并组织读书会、办壁报。1941年加入中国共产党。第二次國共內戰时期，受中共指派在上海电力公司工作，參加电力工人反对国民党统治的活動，被选为上海电力公司工会常务理事。1948年2月，上海申新九厂工人大罢工遭到镇压后，王孝和因被指控领导工人，於4月21日被逮捕。后被刑事法庭判处死刑，同年9月30日在提籃橋監獄伏法 。